# Pitcairnia bergii
Pitcairnia bergii är en gräsväxtart som beskrevs av Hans Edmund Luther. Pitcairnia bergii ingår i släktet Pitcairnia och familjen Bromeliaceae. IUCN kategoriserar arten globalt som starkt hotad. Inga underarter finns listade i Catalogue of Life.